# Jan Hromek
Jan Hromek (* 8. června 1989, Vyškov, Československo) je český fotbalový záložník, momentálně působící v druholigovém týmu 1. HFK Olomouc.

## Klubové statistiky
Aktuální k 24. května 2012
| Sezona | Klub                       | Země  | Soutěž  | Zápasy | Góly |
| ------ | -------------------------- | ----- | ------- | ------ | ---- |
| 07/08  | 1. FC Slovácko B           | Česko | MSFL    | 3      | 0    |
| 08/09  | SK Hanácká Slavia Kroměříž | Česko | MSFL    | 29     | 4    |
| 09/10  | FK Viktoria Žižkov         | Česko | 2. liga | 9      | 0    |
|        | SK Hanácká Slavia Kroměříž | Česko | MSFL    | 14     | 6    |
| 10/11  | SK Hanácká Slavia Kroměříž | Česko | MSFL    | 28     | 3    |
| 11/12  | FC Zbrojovka Brno          | Česko | 2. liga | 21     | 3    |
|        | FC Zbrojovka Brno B        | Česko | MSFL    | 9      | 3    |
|        | celkem                     |       |         | 113    | 19   |